# Carnejy Antoine
Carnejy Antoine, né le 27 juillet 1991 à Paris, est un footballeur international haïtien, qui possède aussi la nationalité française. Il évolue au poste d'attaquant.

## Biographie

### En club
Carnejy Antoine naît à Paris dans une famille d'origine franco-haïtienne, avec un père footballeur. Il prend sa première licence à l'âge de 8 ans en région parisienne, où il reste jusqu'à ses 22 ans, quittant l'Olympique Noisy-le-Sec pour rejoindre le club belge du RE Bertrix. Il inscrit six buts en Belgique avant de revenir après une saison en France dans le club de l'AS Prix-lès-Mézières. En juillet 2016, il rallie le département du Loiret.
En parallèle de sa carrière dans le monde amateur, il exerce le métier de conducteur de bus,. En 2019, il décide de consacrer uniquement au football avec le club de Saint-Jean-le-Blanc en Nationale 3.
Après une saison, il rejoint le Saint-Pryvé Saint-Hilaire FC qui évolue à l’échelon supérieur. En janvier 2020, il marque dans le temps additionnel le seul but du match de Coupe de France face à Toulouse, pensionnaire de Ligue 1. Au tour suivant, il marque à nouveau face à un autre pensionnaire de première division, l'AS Monaco, mais ne peut empêcher la défaite de son équipe.
En juillet 2020, à l'âge de 29 ans, Antoine signe son premier contrat professionnel avec l'US Orléans. Sa première saison en National est une réussite avec onze réalisations.
En janvier 2022, Antoine rallie le club portugais du Casa Pia AC, avec qui il obtient la promotion en première division à l'issue de sa première saison, avec notamment la réalisation de quatre buts et deux passes décisives en quinze rencontres.
En février 2023, il s'engage avec l'Hapoël Haïfa, qu'il quitte à l'été 2023 pour faire son retour au Portugal au sein du SCU Torreense. En janvier 2024, il rejoint le CD Feirense.
En juin 2024, il rejoint le Valenciennes FC en National,.

### En sélection
À l'issue de la saison 2020-2021, Carnejy Antoine est convoqué pour la première fois en équipe d'Haïti par le sélectionneur national Jean-Jacques Pierre. Il honore sa première sélection le 5 juin 2021 face aux îles Turques-et-Caïques dans le cadre des qualifications à la Coupe du monde 2022, et inscrit un triplé lors de la rencontre remportée 10-0.
Carnejy Antoine fait partie de la sélection haïtienne pour la Gold Cup 2021. Lors du dernier match de la phase de groupes, il est buteur lors de la victoire 2-1 contre la Martinique.
Il participe aussi à la Gold Cup 2023, et donne une passe décisive à Frantzdy Pierrot pour remporter dans le temps additionnel la première rencontre de la phase de poules face au Qatar.